# ألبرت سكوت وايت
ألبرت سكوت وايت هو محامي وسياسي كندي، ولد في 12 أبريل 1855، وتوفي في 17 مارس 1931. انتخب Speaker of the Legislative Assembly of New Brunswick ‏ (1890 – 1892).